# Silbanac
Silbanac (en llatí Mar. Silbanacus) és un personatge enigmàtic, que se suposa va ser un usurpador del tron imperial romà en temps de Felip l'Àrab o potser entre els emperdors Emilià i Valerià.
Només ens és conegut per unes monedes, la primera un Antoninià trobat a Lorena que actualment es troba al Museu Britànic. Aquesta moneda té a l'anvers amb el retratat de l'usurpador i la llegenda IMP MAR SILBANNACVS AVG (Imperator Mar. Silbannacus Augustus). Al revers, un Mercuri i una Victòria amb un caduceu, i la inscripció VICTORIA AVG (Victòria Augusta) com a llegenda. El nom de Silbannacus indica un origen celta pel sufix -acus. Pel lloc on s'ha trobat aquesta moneda, Silbannacus podria haver estat un comandant militar a la Germània Superior. Potser es podria considerar que va ser un dels caps de la revolta a Germània contra l'emperador Deci.
Una altra moneda fa pensar que potser Silbanac era un oficial d'alta graduació que es va quedar a Roma mentre l'emperador Emilià va anar a enfrontar-se amb Valerià. A la mort d'Emilià el setembre del 253, Silbanac s'hauria proclamat emperador amb el recolzament de les tropes estacionades a Roma, abans de ser mort per Valerià i el seu fill Gal·liè.